# Aéroport Kushok-Bakula-Rimpoché
Pour les articles homonymes, voir IXL, Leh et VILH.
L'aéroport Kushok-Bakula-Rimpoché (ladakhi et tibétain : སྐུ་ཤོག་བ་ཀུ་ལ་རིན་པོ་ཆེ་གནམ་གྲུ་ཐང་, anglais : Kushok Bakula Rimpochee Airport) (code IATA : IXL • code OACI : VILH) est un aéroport national d'Inde, situé à Leh, dans l'actuel Territoire du Ladakh (ancien état du Jammu-et-Cachemire).

## Histoire
La construction en 1948 d'un aéroport militaire, l’un des aérodromes les plus hauts du monde, a été réalisée par Sonam Narboo qui reçut le Padma Shri en 1961.
En 2005, l'aéroport a été renommé Kushok Bakula Rinpoché, mort en 2003, par le premier ministre Manmohan Singh.
C'est en 2016 que la base est ouverte à l'activité commerciale.

## Unités stationnées
- No. 114 Unité d'Hélicoptères [4]
- No. 130 Unité d'Hélicoptères les Condors les deux équipées de Mil Mi-17 [5]

## Situation
| \| 300 km1:23 714 000 \| Delhi Bombay Madras Bangalore Calcutta Hyderabad Cochin Ahmedabad Goa Pune Thiruvananthapuram Calicut Lucknow Guwahati Srinagar Jaipur Bhubaneswar Coimbatore Nagpur Indore Mangalore Visakhapatnam Patna Amritsar Chandigarh Tiruchirappalli Jammu Raipur Bénarès Agartala Port Blair Vadodara Imphal Bagdogra Madurai Bhopal Ranchi Aurangabad Udaipur Leh Tirupati Rajkot Jodhpur Dehradun Dibrugarh Silchar Gaya Cannanore Vijayawada Surate Durgapur Jamnagar Belagavi Hubli-Dharwad Khajurâho Nanded Aizawl Dimapur Agra Bathinda Gwalior Gorakhpur Hindon |
| 300 km1:23 714 000 |

## Compagnies et destinations
| Compagnies | Destinations                                     | Refs. |
| ---------- | ------------------------------------------------ | ----- |
| Air India  | Chandigarh, Delhi-Indira Gandhi, Jammu, Srinagar | [ 6 ] |
| GoAir      | Delhi-Indira Gandhi                              | [ 7 ] |
| SpiceJet   | Delhi-Indira Gandhi                              | [ 8 ] |

Édité le 21/01/2020

## En images

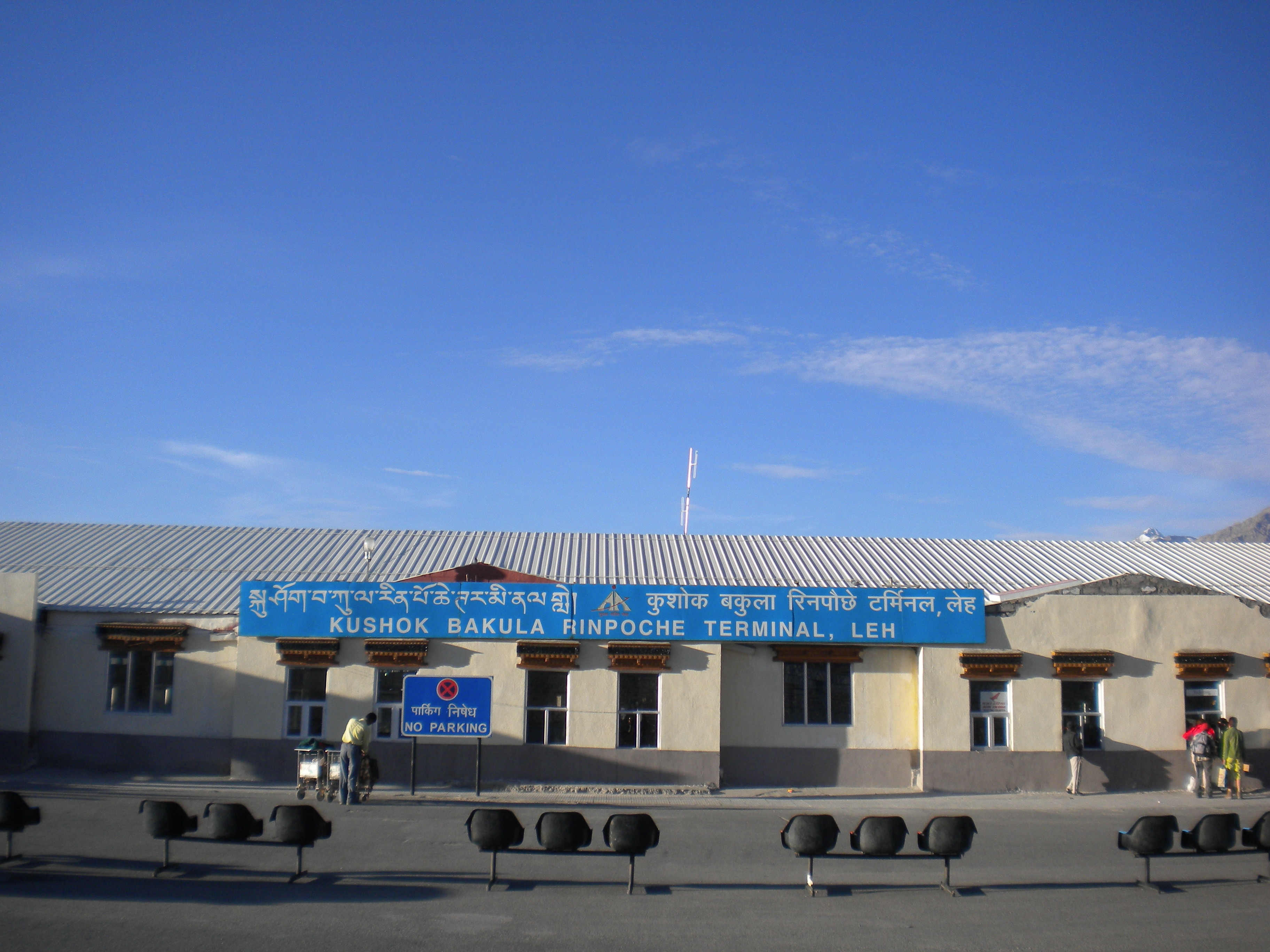
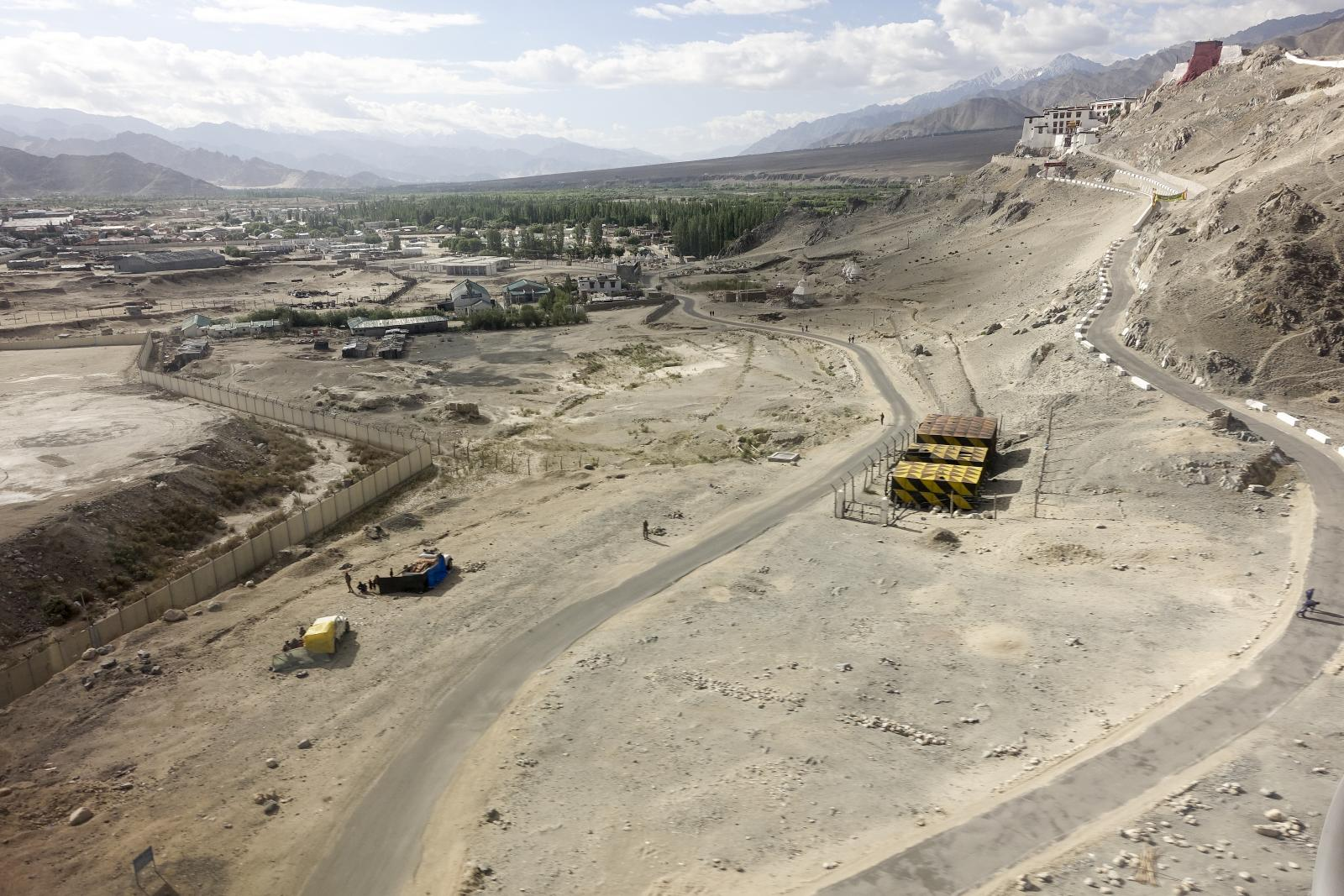
En 2014 la piste et le monastère Spituk.
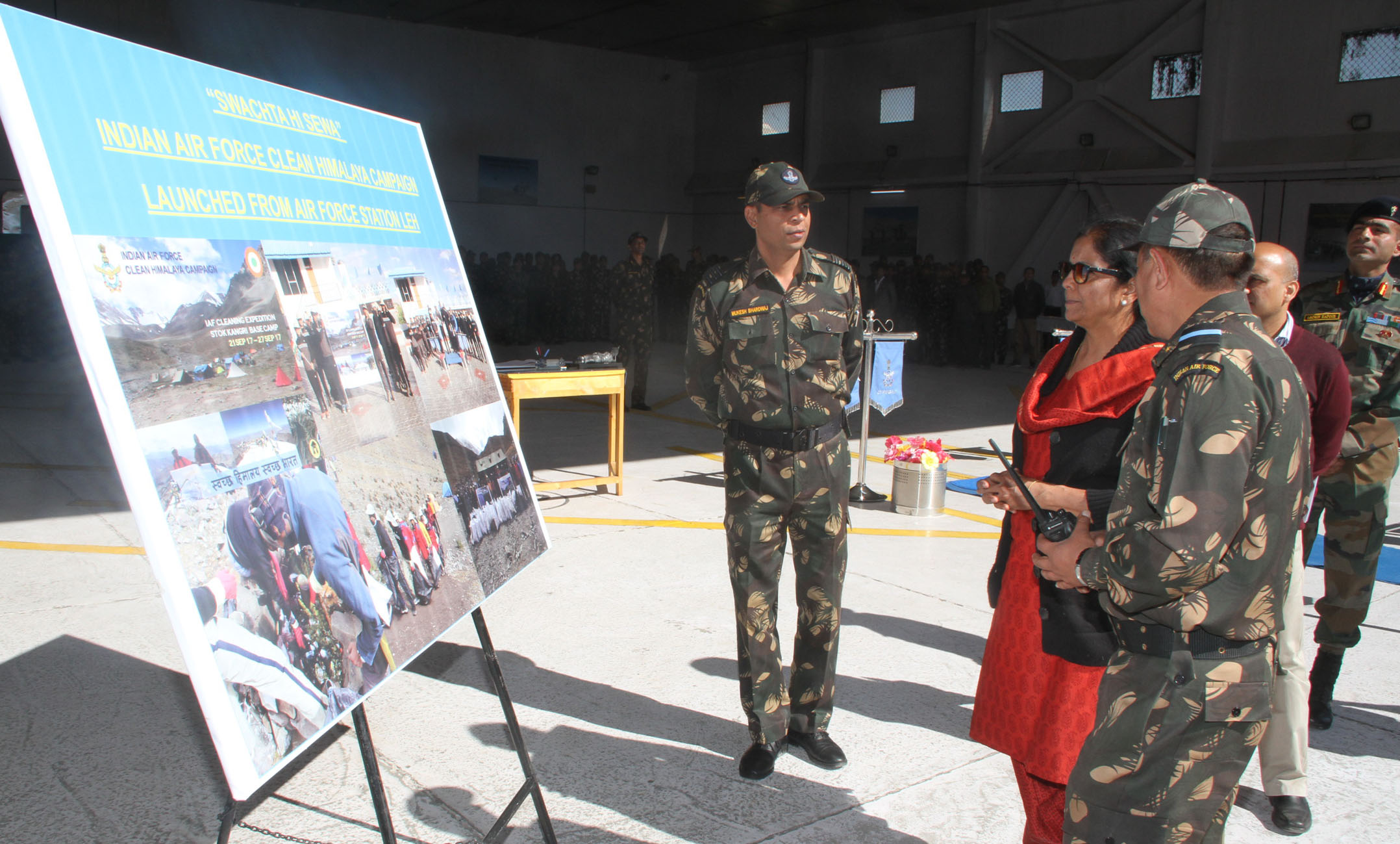
En 2017 lors d'une visite de Nirmala Sitharaman, ministre de la défense.

## Statistiques
Pour des raisons techniques, il est temporairement impossible d'afficher le graphique qui aurait dû être présenté ici.

Voir la requête brute et les sources sur Wikidata.